# امت بری
اِمِت بری (به انگلیسی: Emmett Berry) ‏(۲۳ ژوئیه ۱۹۱۵ - ۲۲ ژوئن ۱۹۹۳) نوازندهٔ ترومپت جَز اهل آمریکا بود. طرفداران موسیقی جَز از شنیدن نوای ترومپت بری لذت می‌برند، در حالی که برخی از آن‌ها حتی نام او را نمی‌دانند.
بری در میکن جورجیا به‌دنیا آمد و آموختن ترومپت در سبک کلاسیک را در زادگاهش آغاز کرد. اما از ۱۸ سالگی به موسیقی جَز علاقه‌مند شد و به نیویورک نقل مکان کرد. در آن‌جا عضو گروه موسیقی فلِچر هندرسون شد و یعدا به‌عنوان تکنواز ترومپت گروه، جایگزین روی اِلریج شد. بری در دههٔ ۱۹۴۰ مدتی هم با گروه کوچک ترومپت جَز اِلریج همکاری داشت. او همچنین مدتی در گروه کانت بیسی ساز می‌زد. بری به‌عنوان نوازندهٔ همراه بیلی هالیدی و به‌خاطر حضورش در عکس تاریخی یک روز عالی در هارلم و مجموعهٔ تلویزیونی موسیقایی آوای جَز شناخته شده‌است.
او در سال ۱۹۹۳ در کلیولند اوهایو-در میان بی‌توجهی رسانه‌های جمعی-درگذشت.